# Історія української кухні
Історія української кухні — розвиток традицій приготування національних страв українців з часів Київської Русі.

## Особливості
Загальноукраїнська національна кухня склалася переважно на кінець XVII — початок XVIII ст. Вона створена на базі наявних у кожній з регіональних частин України елементів кулінарної культури. Попри те, що ці елементи були дуже різнорідні внаслідок величезності території, на якій мешкали українці, відмінності природних умов і історичного розвитку окремих частин її, співіснування поруч безлічі націй українська кухня виявилася на рідкість цілісною, насамперед за принципами кулінарної обробки.

## Середньовіччя
Уже в період трипільської культури (5—6 тисяч років тому), яку сприйняли східні слов'яни, населення сучасної Правобережної України вирощувало зернові культури — пшеницю, ячмінь та просо. Як свідчать археологічні розкопки, населення, яке проживало в ті далекі часи, мало можливість завдяки географічним умовам харчуватися як рослинною, так і м'ясною їжею. Нарівні з землеробством східнослов'янські племена розводили велику й дрібну рогату худобу, свиней, а також займалися полюванням і рибальством. У наступні часи землеробство і скотарство дедалі більше розширювались, особливо на території, які займає сучасна Україна.
За часів Київської Русі в літописах зустрічаються назви типів страв: юха (рибні та м'ясні відвари на кшталт бульйону), вариво із зіллям (рідка їжа з додаванням ароматичних приправ та овочів). У цей початковий період формування української кухні склалася схильність до вживання рідких гарячих страв («хльобова»), які базувалися на рослинній сировині.
Повсякденними були різні каші, парені овочі (насамперед ріпа), борщ або капуста з горохом. Кашу вдруге не розігрівали, вважали за краще залити кип'яченим молоком. У XI—XII ст. з Візантії або Кавказу завезено гречку, втім, вона не набула істотного поширення.
Хліб приготовляли з житнього та пшеничного борошна на заквасці (кислий хліб) і випікали в печах. Зерно на борошно розмелювали на ручних жорнах, а пізніше — на водяних і вітряних млинах. Хліб завдавали у дерев'яній діжці на залишкові розчини з минулої випічки, вимішували спочатку дерев'яною кописткою, а з додаванням борошна та запустінням тіста — рукою. Тісто підходило декілька годин у теплому місці, потім його сажали у піч, на дубовому або капустяному листі, без форми. Є й численні свідчення з часів Русі про хліб квасний на хмелю. Під час приготування до житньої або житньо-ячної розчини часто додавали борошно з житнього солоду, який готували з пророщеного, а потім висушеного і підсмаженого зерна жита чи ячменю. На Русі культивували й вирощування пшениці. Про це згадує український археолог В. Довженюк. Однак, пшеничний хліб був привілеєм заможного населення. Хліб пекли жінки, рідше дівчата, раз на тиждень, найчастіше в суботу. З випіканням хліба пов'язано багато заборон і правил — не можна було випікати хліб у п'ятницю, тримати двері відчиненими при садженні хліба в піч, торкатися тіста «нечистій» жінці. У літописі 1240 року зазначено, що в Київській лаврі випікали хліб із медом.
Досить велику роль у харчуванні відігравали бобові культури — горох, квасоля, боби. Популярними серед люду були й страви з гороху. Особлива перевага надавалася їм у піст. Боби складали суттєву частину князівських учт та монастирських трапез. У київських літописах IX ст. є перші згадки про вживання огірків. В «Ізборнику Святослава» згадано про буряк. Збирали гриби, плоди дикоростучих терену, калини, ожини, малини, чорниць, суниць, яблук (кислиць), грушок (гниличок), вишень, персиків, барбарису, водяних горіхів, коріння хрону, дикої моркви й пастернаку, цикорію, насіння кмину, траву щавлю, лободи, кропиви, шавлії, чебрецю, васильок, м'яту, ромашку, гвоздику. Грибів їли багато, оскільки вони були гол. постачальниками харчових білків під час постів. Білі гриби й красноголовці, польські, опеньки переважно сушили на запас, а решту солили в діжках.
На свято подавали голубці й начинені кишки, печеню зі свійської худоби (свиней, овець, кіз, рідше — телят), диких тварин (зайців, вепрів, оленів, лосів, турів, сарн, зубрів, зайців), диких птахів (куріпок, тетерів, рябчиків, гусей, голубів, лебедів). Впольована звірина згадується і під час опису князівських бенкетів. У ті часи звичним вважали вживання в їжу журавлиного м’яса, зокрема — печені з журавля. Вживали рибу (коропа, ляща, осетра, сома, вугра, лина, піскаря, щуку, в'язя), а також риб'ячу ікру. Для довгого зберігання було прийнято робити «просол» (засолена в діжках риба) та «сущь» (в’ялена та дрібна сушена риба). Вживалася в їжу також ікра різних порід риб. 
З молочних продуктів готували сир  з коров’ячого та овечого молока, сметану, яку частково переробляли на масло. Молоко квасили на кисляк і ряжанку. Молоко також пили сирим або вареним.
Готували різні бабки з солодких овочів, фруктів і ягід, куті (з медом, маком, горіхами тощо), юху з сушених яблук, слив та вишень (згодом відомий як узвар), з малини й журавлини варили узварець, киселі, кваси. З'являються багато алкогольних — різні меди (популярним був із додаванням коріння блідих півників), пиво, збитні, виноградне вино.
Як приправи до страв використовували місцеві прянощі: хрін, цибулю, часник, кріп, аніс, м'яту, а також привізні з інших країн — шафран, кориця, мускатні горіхи, гвоздика, кардамон, імбир, перець. Для приготування їжі використовували тваринний жир, різні олії, оцет і горіхи. Через відсутність цукру немалу роль у харчуванні відіграв мед. Із фруктів і ягід споживали яблука, вишні, сливи, смородину, малину, журавлину.
Приготування їжі, як певна майстерність виділилось в окрему спеціальність при княжих дворах та монастирях. Уже в ХІ ст. в Києво-Печерському монастирі серед ченців було кілька кухарів. Кухарі були також і в багатих родинах.
Польсько-литовський період характеризується урізноманітненням асортименту і виникненням багатьох страв, які стали класичними. У XIV ст. завершується період перетворення перших страв: юха стає юшкою, а варива із зіллям — борщем (до червоного додаються білий і зелений), поширеною стають хляки, капусняки. Активніше використовують олію, що добували з насіння ріпаку, льону та конопель.
Їли хліб з кожною стравою, навіть десертом, зокрема квашею. Ставлення до хліба завжди було шанобливим, знакову сутність хліба в українців відзначали й мандрівники-іноземці, розповідаючи про звичай зустрічати дорогих гостей хлібом-сіллю, подавати хліб на найвишуканіших застіллях. У XV—XVII ст. з гречки почали виробляти крупи і борошно. В меню населення з'явились гречаники, гречані пампушки з часником, вареники гречані з сиром, каші і бабки з гречаних крупів, лемішка, кваша та інші страви.
В цей період пельменоподібна страва турецької кухні дюш-вара перетворилася на українські вареники, а потім на вареники з характерними національними наповнювачами — вишнями, сиром, цибулею, шкварками. Популярною стає овочева страва таратута.
У XV ст. з'являється горілка (зазвичай була 20—28 градусів). З її появою почалося виготовлення різних настоянок та наливок, які відзначалися витонченим смаком і чудовими кольорами, варенуху. У цей час вперше згадуються шинки.
У XVI ст. завозять солодкий і гіркий перець, кардамон і корицю. У XVII ст. з Астрахані козаки завозять шовковицю й кавуни, шпинат, кукурудзу. В той же час баклажани, які вживали в турецькій кухні і які чудово визрівали в умовах півдня України, тривалий час не знаходили вживання в українських національних стравах як «бусурманський» овоч. Починають вирощувати також полуниці й суниці, які сприяють розширенню асортименту страв української кухні.
Павло Алеппський, який супроводжував антиохійського патріарха Макарія в поїздці до Речі Посполитої в XVII ст., описуючи харчування ченців, української шляхти та козаків, називає передусім варені й тушковані страви — юшки, каші, підливки. М'ясні страви готувалися переважно варені, але на великі бенкети м'ясо запікали на вертелах. Його смажили просто неба на вогнищах. Запікали цілих биків, домашніх і диких кабанів. Для менших бенкетів на вертелах смажили зайців, курей, гусей тощо. Українське козацтво стало культивувати у XVI—XVII ст. уживання свинячого сала. Тоді для української кухні характерною їжею стає вживання крові забитих тварин і виготовлення з неї кров'яних ковбас — кров'янки.
Більшість прянощів, унаслідок дорожнечі, так само як оцет і сіль, ще з XVII ст. вживали не в процесі приготування їжі, а ставили на стіл і використовували під час їжі в залежності від бажання кожного присутнього. 

### Технології
Уже з VIII ст. загального поширення набувають глинобитні печі банеподібної конструкції, які топилися по-чорному. Історія української печі бере початок з глибини віків, яке являло собою «вогнище закритого типу» — «варисту» піч. При такій тепловій обробці в продуктах зберігалося все найкорисніше. Товсті стіни печі довго зберігали тепло, адже продукти «терплять» довгий час і тепло йде з усіх боків, внаслідок чого страви готуються повільно й рівномірно. Чумаки й запорізькі козаки в походах робили в землі тимчасову пічку-кабицю.
За часів Київської Русі серед кухонних знарядь були гарнци, котли, сковради (сковороди) та вертели. Серед способів приготування були «варення» (варіння), «пряження» (смаження в розжареному жирі) і «загар» (смаження на пательні).
Запорожці готували їжу у великих мідних котлах, підвішених за крюки у вогнищах, які розташовувались під трубою в сінях кожного куреня. За відсутності металевого котла або глиняного горщика козаки примудрялися варити страву в дерев'яних ковшах, кидаючи туди один за одним розжарені на вогні камені, поки не закипала вода і їжа не досягала готовності.
Народний досвід зумовив використання температури вогню за спадаючою, а не так як нині — за зростаючою. Коли треба було, щоб вода або страва швидше нагрілися, горщик ставили на дрова, що горіли, коли ж вода закипала, дрова вже вигорали і ставали жаром. Потім температуру можна було легко регулювати, розкидаючи або збираючи вуглинки разом. Страви готувалися трохи довше, зате ставали більш насиченими. Тому в українській стародавній кухні було небагато страв, які готувалися швидко. Це пряженні ковбаси, рибні або яєчні страви, млинці і ласуни, вареники, галушки.
Тривалий час цукор отримували  із рослинних соків (клена, берези, буряка) шляхом виварювання до згущення і висушування. Лише у XVI ст. на території України з’являється цукор із цукрової тростини.
З XVII ст. почали широко застосовувати самогонні апарати — алембіки (можливо, названий на честь львівського аптекаря Людвіка Алембека). Брагу для горілки робили з пророщеного зерна, ячменю, пшениці, жита. Додавали прянощі чи фрукти, щоб перебили сивушний присмак. Горілку переганяли у великих казанах з відвідними трубами.

### Вживання
У сільській місцевості їжу вживали 5 разів на день: о 6—7 годині ранку снідали, об 11—12 годині обідали, о 14—15 годині — полуднували, о 18—19 годині — підвечерювали, о 22—23 годині — вечеряли.

## Нова доба
Наприкінці XVII і на початку XVIII ст. відбувається розмежування кухні панівних станів (міської) і кухні простого народу. Якщо згідно розповіді мандрівника Павла Алепського бенкет Богдана Хмельницького був доволі простим, не відрізнявся від заможного козака, то частування починаючи від гетьмана Івана Брюховецького застілля й частування стали більш пишними, адже почали слугувати засобом утвердження влади в очах представників іноземних держав, які приїздили в Україну з посольськими місіями.
Кухня знаті й шляхти поступово втрачає суто український національний характер, наповнюється стравами італійської, французької та німецької кухонь. Особливо цей процес прискорився з часів панування російського імператора Петра I. Одним із нових звичаїв шляхти стало вживання закусок як самостійної страви. З'явилися німецькі бутерброди, французькі й голландські сири, поєднані з давніми українськими стравами — холодною солониною, холодцем, окістям, бужениною.
Шляхта, козацька старшина, вище чиновництво й духовенство також вживали різну рибу, що завозили з Балтійського чи Середземного моря, зокрема оселедця і сьомгу, а також кав'яр (підсолену ікру зі спеціями). У документах XVIII століття згадується, що в Ніжині можна було пригоститися стравою з каракатиці, а у звіті 1737 року очільники Києво-Печерського монастиря на Великдень придбали 10 каракатиць. Більшість населення вживало рибу з українських річок. Осетрина в ті часи вважалася простою їжею. Широко вживалася в'ялена риба (балики). З 1730-х років набуває поширення практика маринування риби. З XIX ст. заможніми та середними станами вживалися в значній кількості місцеві утриці та мідії.
Завдяки політики царської влади серед шляхти поширюється вживання чаю (був досить дорогим через державну монополію) замість кави, щобула традиційна в часи Речі Посполитої та напочатку існування Гетьманщини. У вищих верствах суспільства за межі обіду виділились солодкі пироги, пиріжки, солодощі, які були об'єднані з чаєм в окрему подачу і приурочені на 5 годину вечора. У XIX ст. заможними містянами запозичено вживання салатів.
Широким був асортимент алкогольних напоїв на бенкетах. Значною популярністю серед козацької еліти користувався питний мед, а також пиво і вина власного виробництва. Завозили угорські й французькі вина, зокрема «секти» (шампанське). мальвазія, романея.
У XVIII ст. на території України з'являється картопля, яка завойовує перше місце в раціоні населення, також томати, соняшник, з якого почали добувати соняшникову олію, яка використовувалася для багатьох страв, та гірчиця для виробництва олії і приправи до м'ясних страв. Завозиться у великій кількості тростинний цукор, але він був досить дорогим. Поява в Україні в XIX ст. цукрових буряків і виробництво з них цукру значно збагатили народну кухню. Водночас континентальна блокада Наполеона I унеможливила імпорт тростинного цукру і сприяла, таким чином, розвиткові бурякового цукроваріння.
Залишається велика кількість борошняних страв з прісного тіста. Дріжджове тісто використовується лише для виготовлення паляниці, пампушок, калинників і бубликів із заварного тіста. Відомо 80 різновидів солодких смаколиків, зокрема бєшкокти (бісквіти), мокорони (мигдалеві тістечка-безе), вафоли (вафлі), праники мєдовиє (медові пряники). З круп популярні пшоно, рис і гречка. У другій половині XIX століття із зубожінням селянства в жито почали домішувати інше борошно. На Полтавщині й Слобожанщині домішували гречане, на Поліссі — картопляне, У Західній Україні — ячмінне, кукурудзяне, вівсяне.
На початку XX ст. до борщу почали додавати помідори, томатний сік або томатний соус. Поширеним стає зелений (щавлевий) борщ. Другою за значенням рідкою овочевою стравою стає капусняк, який у цей час варять із м'ясом, переважно з жирною свининою. В українській кухні з'являється розсольник, який переважно готують міські мешканці.
Овочі (буряки, бобові, моркву, гарбузи, кукурудзу, картоплю та помідори) вживають у вигляді гарнірів до жирної м'ясної їжі або подають як самостійну страву з салом.

### Технології
На початку XIX ст. в українській кухні з'являється плита, що зумовило потребу запозичення нових технологічних прийомів і страв із західноєвропейських кухонь, зокрема з німецької — подрібнення харчових продуктів, що знайшло відображення в різних українських січениках.
У другій половині XIX ст. у великих містах почали відкривати великі ресторани, куди запрошували на роботу шеф-кухарів французів, які принесли з собою рецептуру й технології приготування західноєвропейських страв і свавільно змінювали технології приготування страв української кухні. Усе це привело до того, що багато страв української кухні забуто.

### Вживання
В часи Гетьманщини обідні та бенкетні столи покривалися білими полотняними скатертинами, перетканими по краю червоними бавовняними нитками. На них ставили срібні та мідні, пишно декоровані шандали (підсвічники). Задля естетичної насолоди на бенкетних столах іноді розміщували «кораблики», де зберігали сіль або прянощі. Користувалися ложками. Їжу подавали заздалегідь порізаною на шматки і брали її із загального блюда руками. На щодень у гетьмана, як і в звичайного українця, використовувався дерев'яний та глиняний посуд.
На урочистостях перед подачею їжі до гетьманського столу за традицією підносили міцний алкоголь в срібних братинах, срібних, олов'яних та скляних четвертинах, суліях, штофах. Далі до столу приносили юшку. За описом майна І.Самойловича, зустрічаємо посуд для вживання рідких страв. Юшку подавали ще гарячою у мідних сковорідках або у блюдах, поставлених на гарячі сковорідки. Потім подавали каші. За цим йшли м'ясні страви. Потім вживалися фрукти й ягоди, зокрема апельсини й лимони. Завершення були численні смаколики.
У XIX ст. завершується становлення загальної міської кухні. Робітники в містах почали вживати їжу тричі, а потім лише двічі на день: снідали на світанку, обідали або вечеряли, прийшовши додому. На роботі лише полуднували, тобто вживали холодну їжу.

## Радянський період
У перші роки з'явились вермішель, макарони, в той час як уживання пирогів, млинців і каш скоротилося. Але зберегли значення перші рідкі страви.
Дедалі частіше вживають овочеві салати. Одним із найпопулярніших овочевих салатів можна назвати вінегрет. Його часто вживають як щоденну, а не святкову страву. Поширилися з 1960-х років рисові каші, що завоювали українські терени, навіть у гарбузовій каші пшоно нерідко замінюють на рис.
Значного удару розвиткові української кухні завдали голодомор 1932—1933 роках, боротьба з так званим буржуазним націоналізмом, намагання уніфікувати страви різних народів Радянського Союзу. В результаті виникла штучно створена квазігастрономія — набір максимально спрощених страв. До цього додалися страви, що суперечать традиціям української кухні: овочевий м'ясний салат «Олів'є» з вареним м'ясом або ковбасою, заправлений сметаною чи майонезом; салат із крабових паличок; салат «Столичний»; «шуби» тощо. Широким стало застосування зеленого горошку, вареної картоплі та майонезу.
Наслідком радянського періоду стало обмеження української кухні, забуття багатьох старовинних страв, що поколіннями вживалися. Такому стану речей сприяло запровадження вже у 1920-х роках системи їдалень, які майже не мали регіональних особливостей, а заклади громадського харчування часто не відрізнялися своїм меню один від одного. Крім того, щоб господині вдома готували ті самі страви, що й кухарі в їдальнях, широким тиражем випускалися радянські кулінарні книги, де наявність справжніх українських страв була доволі обмеженою.

## Сучасність
Протягом перших десятиліть відновлення незалежності України зберігалися радянські кулінарні традиції. Лише з 2000-х починається відродження української кухні. Цей процес особливо прискорився з 2014 року. Ресторатори почали відходити від радянської традиції, а деякі з них — звертатися до української гастрономічної культури. Відомим популяризаторами української кухні є Євген Клопотенко, Оля Геркулес, Дмитро Борисов.
У цей період збільшено перелік страв, які застосовують у приготуванні. У великій кількості додалися морепродукти, океанічна риба, тропічні овочі й фрукти.